# Боссе, Гаральд Гаральдович
Гаральд Гаральдович Боссе (1841—1882) — русский архитектор.
Гаральд Гаральдович Боссе — сын архитектора Гаральда Юлиуса Боссе, родился в 1841 году.
В 1865-м — окончил Академию Художеств.
После выпуска из академии работал в Санкт-Петербургском губернском правлении (с 1867 по 1873 год), с 1873 года — в Городской управе. С 1869 года и до конца жизни был архитектором сиротских заведений.

## Проекты
- Гороховая улица, 31 — доходный дом. Надстройка и расширение. 1869 год.
- Разъезжая улица, 11/улица Правды, 1 — доходный дом. 1872. Включен существовавший дом.
- Казанская улица, 5 — доходный дом Ведомства учреждений императрицы Марии, 1875—1876 годы.